# Cuayuca de Andrade
Cuayuca de Andrade är en kommun i Mexiko.   Den ligger i delstaten Puebla, i den sydöstra delen av landet, 150 km sydost om huvudstaden Mexico City. Arean är 161 kvadratkilometer.
Terrängen i Cuayuca de Andrade är kuperad.
Följande samhällen finns i Cuayuca de Andrade:
- Santa Cruz Organal
- La Junta